# Gabutelão
Gebutelão ou Gabuthelon é um anjo mencionado no Apocalipse Grego de Esdras, cujo nome foi revelado a Esdras como um dos nove anjos que governarão no fim do Mundo.
Os nove anjos mencionados são Miguel, Gabriel, Uriel, Rafael, Gabutelão, Aker, Arfugítono, Beburos, e Zebuleon. Gabutelão não é considerado um arcanjo e é uma figura não-canônica.